# Dame von Bonifacio

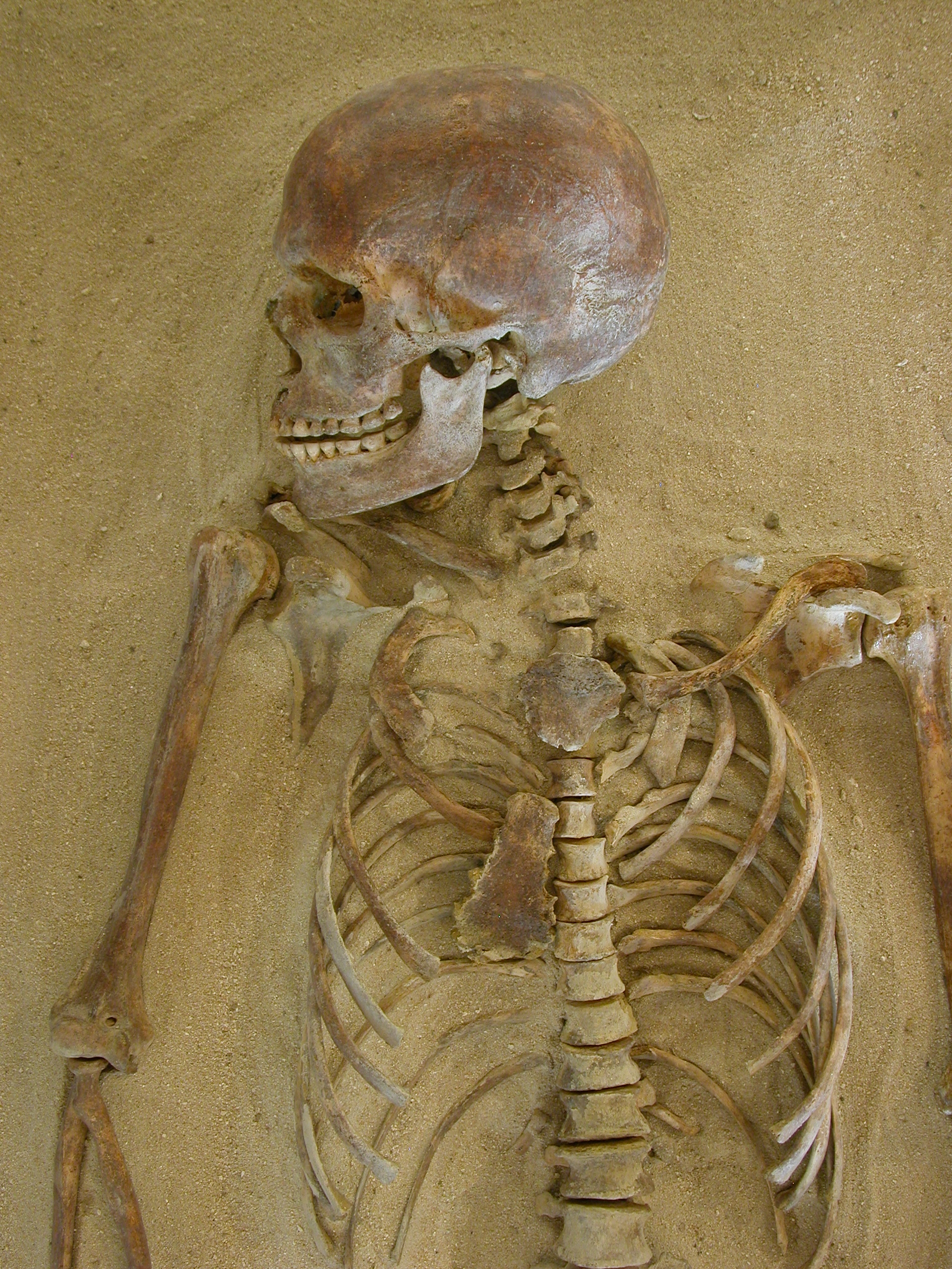
Dame von Bonifacio

Die Dame von Bonifacio ist das Skelett einer Frau aus dem Mesolithikum (Mittelsteinzeit), das an der Avenue Sylvère Bohn nördlich von Bonifacio auf der französischen Insel Korsika entdeckt wurde. Es fand sich am Abri Araguina-Sennola, einer als Monument historique eingestuften Fundstelle. Das etwa 9100 bis 9900 Jahre alte Skelett wurde 1972 von den Archäologen François de Lanfranchi (1926–2024) und Michel-Claude Weiss (1939–2021) ausgegraben. Es ist eine der ältesten bekannten Bestattungen auf Korsika.

## Fundstelle und Beschreibung
Der Abri war mit einer Unterbrechung im Mittelalter vom Mesolithikum bis zur Neuzeit besiedelt. Es wurden auch jüngere Bestattungen gefunden. Die Stratigraphie besteht aus 53 Schichten mit einer Mächtigkeit von über 6 Meter. Araguina-Sennola wurde 1988 als historisches Denkmal eingestuft.

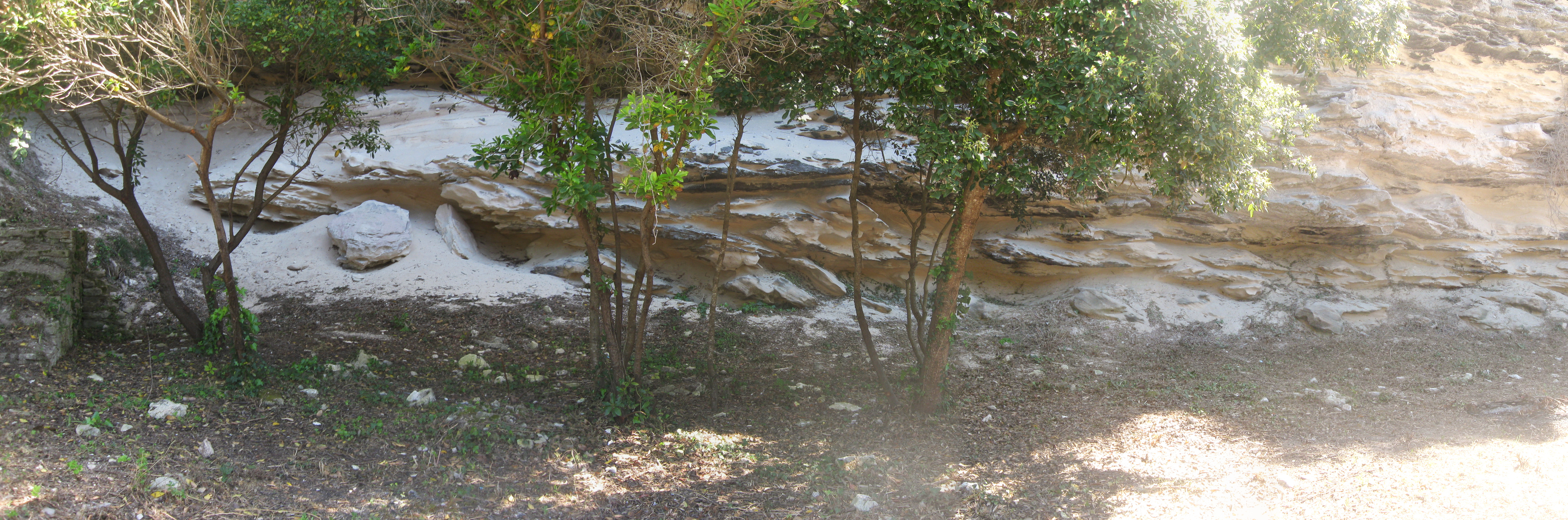
Der Abri de l’Araguina-Sennola als Fundstelle des Skeletts

Die Dame von Bonifacio wurde in Schicht XVIIIb entdeckt, die dem „Insel-Mesolithikum“ zugerechnet wird, also der mittelsteinzeitlichen Kultur Korsikas. Die Dame war 1,54 m groß und zum Zeitpunkt ihres Todes zwischen 30 und 35 Jahre alt. Sie wurde mit einer großen Menge rotem Ocker bedeckt auf dem Rücken liegend begraben, ein Ritual, das dem des kontinentalen Mesolithikums ähnelt. Sie hatte im Laufe ihres Lebens Wachstumsstörungen und mehrere Traumata erlitten, darunter Arthritis, einen Bruch des linken Unterarms, einen gutartigen Knochentumor am Schienbein, infektiöse Gewebeschädigung und vermutlich eine Kieferentzündung. Ihr linker Oberarm war gelähmt. Eine Fehlbildung des linken Fußes behinderte sie vermutlich beim Gehen. Zu ihrem Tod führte offenbar eine Infektion, verursacht insbesondere durch einen gebrochenen Backenzahn.
Das Skelett ist im Museum Alta Rocca in Levie (Südkorsika) ausgestellt.